# Saison 1 de The Big Bang Theory
Chronologie
Saison 2
Cet article présente les dix-sept épisodes de la première saison de la série télévisée américaine The Big Bang Theory.

## Généralités
Le 19 octobre 2007, après la diffusion de quatre épisodes, CBS commande une saison complète. Par contre, la grève de la Writers Guild of America déclenchée le 5 novembre 2007 a permis la production de seulement 17 épisodes.
Au Canada, la série a été acquise par le réseau CTV, mais aucune case horaire n'était disponible pour la diffuser. À la suite de son acquisition des stations /A\ durant l'été, la série y est transférée à partir du 1er octobre 2007.

## Synopsis
Leonard Hofstadter et Sheldon Cooper vivent en colocation à Pasadena, une ville de l'agglomération de Los Angeles. Ce sont tous deux des physiciens surdoués, « geeks » de surcroît. C'est d'ailleurs autour de cela qu'est axée la majeure partie comique de la série. Ils partagent quasiment tout leur temps libre avec leurs deux amis Howard Wolowitz et Rajesh Koothrappali pour, par exemple, jouer à Halo, organiser un marathon de films Superman, jouer au Boggle klingon ou discuter de théories scientifiques très complexes. Leur univers routinier est alors perturbé lorsqu'une jolie jeune femme, Penny, s'installe dans l'appartement d’en face. Leonard a immédiatement des vues sur elle, va tout faire pour la séduire pour l'intégrer au groupe et à leur univers auquel elle ne connaît rien…

## Distribution

### Acteurs principaux
- Johnny Galecki (VF : Fabrice Josso) : Leonard Hofstadter
- Jim Parsons (VF : Fabrice Fara) : Sheldon Cooper
- Kaley Cuoco (VF : Laura Préjean) : Penny
- Simon Helberg (VF : Yoann Sover) : Howard Wolowitz
- Kunal Nayyar (VF : Jérôme Berthoud) : Rajesh « Raj » Koothrappali

### Acteurs récurrents
- Sara Gilbert (VF : Patricia Marmoras) : Leslie Winkle[4]
- Mark Harelik (VF : Julien Thomast) : Dr Eric Gablehauser
- Brian Patrick Wade (VF : Marc-Antoine Frédéric) : Kurt
- Brian George (VF : Mostefa Stiti) : Dr V. M. Koothrappali
- Alice Amter (VF : Véronique Borgias) : Mme Koothrappali
- Laurie Metcalf (VF : Véronique Augereau) : Mary Cooper, la mère de Sheldon
- Carol Ann Susi (VF : Marie-Brigitte Andreï) : Georgia, la mère de Howard (voix uniquement)

### Invités
- Courtney Henggeler : Missy, la sœur de Sheldon
- Sarayu Rao : Lalita, le rencard de Raj

## Liste des épisodes

### Épisode 1:La Nouvelle Voisine des surdoués
- États-Unis : 24 septembre 2007 sur CBS
- Belgique : 31 août 2008 sur La Une
- France : 18 octobre 2008 sur TPS Star
- Québec : 28 août 2012 sur VRAK.TV[5]

- États-Unis : 9,52 millions de téléspectateurs[6] (première diffusion)

- Vernee Watson-Johnson (Althea)
- Brian Patrick Wade (Kurt)

Leonard et Sheldon se rendent à la banque de sperme afin de faire un don au QI élevé, mais poussés par les remords, ils décident de rentrer. De retour dans leur immeuble, ils font la rencontre d'une jeune fille très attirante : Penny, leur nouvelle voisine de palier, originaire d'Omaha. En l'invitant à déjeuner, ils font rapidement connaissance et découvrent le grand côté extraverti et chaleureux de la jeune fille. Howard et Raj font également connaissance avec Penny.
- Lors de la première scène, Leonard et Sheldon parlent des photons.
- Quand Leonard résout les mots croisés, il cite Égée, Nabokov et également le terme Phylum qui désigne les embranchements en biologie.
- Sheldon et Leonard regardent la deuxième saison de la série Battlestar Galactica.
- Sheldon évoque ses 212 amis sur Myspace.
- Sheldon parle pour la première fois de la théorie des cordes à Penny et également de l'Approximation de Born-Oppenheimer.
- Sheldon évoque également le MIT qui n'est autre que le Massachusetts Institute of Technology.
- L'épisode évoque également le boggle klingon pour la première fois.
- Leonard évoque Christiaan Huygens et Albert Einstein pour expliquer un paradoxe à Penny.
- Leonard possède un après-shampooing Luke Skywalker et un shampooing Dark Vador.
- Howard arrive avec une vidéo de Stephen Hawking datant de 1974.
- La casquette de Rajesh porte le nombre 42.
- Il est possible de voir l'affiche de Forbidden Planet dans l'appartement de Leonard et Sheldon.
- Howard a une ceinture dont la boucle est une manette de NES, la console de Nintendo.
- Le rideau de douche de l'appartement de Leonard et Sheldon est imprimé de la classification périodique des éléments de Mendeleiev.

### Épisode 2:Des voisins encombrants
- États-Unis : 1er octobre 2007 sur CBS
- Belgique : 31 août 2008 sur La Une
- France : 18 octobre 2008 sur TPS Star
- Québec : 29 août 2012 sur VRAK.TV

- États-Unis : 8,58 millions de téléspectateurs[7] (première diffusion)

Penny interrompt les quatre amis en plein repas thaï alors qu'ils s'apprêtent à regarder l'intégrale des films Superman. Elle demande à Leonard de signer à sa place la réception d'un paquet, qui devrait être livré le lendemain pendant qu'elle travaille. Leonard accepte en espérant l'impressionner, et reçoit le double de la clé de l'appartement de Penny. Il s'avère que le colis est un meuble Ikea très encombrant, et avant que Leonard ne puisse demander au livreur de le monter, ce dernier est déjà parti. Grâce à des hypothèses mathématiques et à l'aide de Sheldon, il arrive finalement à transporter le paquet dans l'appartement de Penny.
En entrant dans l'appartement, Sheldon est choqué par le désordre extrême. Sheldon tente de convaincre Penny de ranger ses affaires, mais Leonard le fait taire car il lui fait honte. Seulement, une fois Penny endormie, Leonard surprend Sheldon dans l'appartement de sa voisine en train de ranger le désordre. Sheldon se justifie en disant qu'il n'arrivait pas à trouver le sommeil avec un tel désordre à deux pas de chez lui. Le lendemain, satisfait de son entreprise nocturne, Sheldon est de bonne humeur, tandis que Leonard éprouve quelques remords et appréhende la réaction de la voisine. Cette dernière justement se réveille par un grand cri, et se dispute avec les deux scientifiques dans leur appartement.
Leonard est alors si effondré qu'il n'a plus envie de jouer à Dance Dance Revolution contre Wolowitz. Pendant ce temps, Raj rencontre Penny dans l'escalier, et étant toujours incapable de lui parler, il ne fait qu'être spectateur du monologue de Penny à propos de Leonard. Celle-ci finit par penser que Leonard n'est pas comme la plupart des hommes de sa vie, qui l'ont maltraitée, et décide de ne pas juger les deux scientifiques trop prématurément. Raj informe alors les autres de la décision de Penny.
- Leonard compare le travail de serveuse de Penny à l'action d'un système d'hydrate de carbone, c'est-à-dire de glucides.
- Penny et les garçons ont un débat au sujet des Superman et évoquent notamment le premier film de la série, relevant une incohérence scientifique.
- Léonard évoque la théorie du levier édictée par Archimède.
- Sheldon ironise sur une idée qu'il aurait pour faire monter le meuble de Penny en supposant qu'ils aient une lampe verte et un anneau magique, faisant référence à Green Lantern.
- Sheldon compare l'appartement de Penny à l'ensemble de Mandelbrot.
- Leonard utilise un sabre laser quand il croit entendre un rôdeur, faisant référence à Star Wars.
- Howard joue à Dance Dance Revolution sur XBOX 360.
- Leonard évoque Robert Oppenheimer pour exprimer ses regrets à Penny et le décès de Marie Curie pour qualifier la portée de son erreur. Il allait évoquer l'Ebolavirus avant d'être interrompu.

### Épisode 3:Le Corollaire de Pattes-de-velours
- États-Unis : 8 octobre 2007 sur CBS
- Belgique : 7 septembre 2008 sur La Une
- France : 25 octobre 2008 sur TPS Star
- Québec : 4 septembre 2012 sur VRAK.TV

- États-Unis : 8,36 millions de téléspectateurs[8] (première diffusion)

- Sara Gilbert (Leslie Winkle)
- Allen Nabors (Doug)
- Treisa Gary (serveuse)
- Sherry Weston (professeur de danse)

Tandis que Leonard met au point une nouvelle technique pour parler à Penny (en interceptant son courrier afin de le lui apporter un peu plus tard), il la surprend en train d'embrasser sur le palier un autre type, Doug. Vexé, Leonard décide dans un premier temps d'abandonner définitivement ses tentatives d'aborder Penny afin de trouver une personne à sa portée. Il part à la rencontre de Leslie Winkle, sa binôme de labo, qui paraît "sexuellement disponible" d'après Sheldon. En essayant de l'inviter à un rencard, il l'embrasse dans le cadre d'une expérience, et le résultat est peu concluant. Il abandonne donc "l'hypothèse" Leslie.
En manque d'affection, il décide d'adopter un chat, qu'il pense nommer Sergent Pattes-de-velours (d'où le nom de l'épisode). Seulement, ayant horreur des chats, Sheldon tente de raisonner Leonard afin de lui faire se rendre compte que Penny ne l'a pas rejeté (et surtout pour qu'il rende le chat qu'il a adopté). S'apercevant qu'il n'a même pas essayé d'inviter sa voisine, Leonard se rue chez Penny afin de l'inviter à sortir. Croyant qu'elle est invitée à un repas avec toute la bande des nerds, Penny accepte.
- Sheldon, Howard et Raj doutent sur le fait que ce premier pourrait être un robot sans le savoir ainsi selon le roman d'Isaac Asimov et le film I Robot, tous les robots sont soumis, lors de leur construction, à trois lois :
  - Première loi : Un robot ne peut porter atteinte à un être humain ni, restant passif, laisser cet être humain exposé au danger ;
  - Deuxième loi : Un robot doit obéir aux ordres donnés par les êtres humains, sauf si de tels ordres sont en contradiction avec la première loi ;
  - Troisième loi : Un robot doit protéger son existence dans la mesure où cette protection n'est en contradiction ni avec la première ni avec la deuxième loi.
- Leslie essaye de déterminer le temps nécessaire pour réchauffer sa soupe instantanée à l'aide d'un laser à oxygène-iode (en).
- Sheldon mentionne une technique de relaxation par le contrôle des ondes cérébrales alpha, parue dans un article du Journal of American Neuroscience
- Leonard reconnaît qu'aucune vraie percée n'a eu lieu dans le monde de la physique depuis les années 1930, à part la théorie des cordes qui n'a cependant pas été prouvée.
- Leonard fait une démonstration de la force centripète en se servant d'une olive et d'un verre.

### Épisode 4:Les Poissons Luminescents
- États-Unis : 15 octobre 2007 sur CBS
- Belgique : 7 septembre 2008 sur La Une
- France : 25 octobre 2008 sur TPS Star
- Québec : 5 septembre 2012 sur VRAK.TV

- États-Unis : 8,15 millions de téléspectateurs[9] (première diffusion)

Invités à une réception pour fêter l'arrivée du nouveau directeur du laboratoire, Leonard et Sheldon discutent dans la cage d'escalier. Sheldon affirme alors à son ami que le nouvel arrivant, le docteur Eric Gablehauser, n'est qu'un pseudo-scientifique qui n'a jamais réalisé d'expérience d'intérêt avouable. Lors de leur rencontre, Sheldon va donc se présenter comme un « réel scientifique », et traiter Gablehauser de « prof de sciences au lycée encensé, dont la dernière expérience fut d'enflammer ses pets ». C'est donc presque logiquement que Sheldon est renvoyé du labo.
Forcé de rester à la maison, Sheldon va se livrer à une expérience totalement inutile : cuire des œufs de différentes manières afin de trouver le résultat le plus savoureux. L'expérience est cependant stoppée par le fait que Sheldon ne possède pas d'œufs frais. Penny débarque alors en demandant à Sheldon s'il a besoin de quelque chose, car elle se rend au supermarché. L'occasion est là pour acheter des œufs, et Sheldon accompagne la jeune fille. Dans le supermarché, Sheldon est fasciné par les « personnes ordinaires » et ne cesse d'informer Penny à propos des tomates ou bien de l'avantage qu'elle aurait en achetant ses tampons en grande quantité.
- Sheldon réalise une expérience : l'introduction d'ADN de méduse luminescente sur des poissons rouges pour en faire des poissons-veilleuses. Il s'agit d'une référence aux glofish, les tout premiers poissons génétiquement modifiés avec de l'ADN de méduse pour être luminescents et commercialisés aux États-Unis.
- Sheldon remarque que les gens qui font référence aux coïncidences ne connaissent simplement pas la loi des grands nombres.
- Sheldon explique que la tomate est techniquement un fruit, bien qu'elle soit communément considérée comme un légume.
- À 13 ans, Sheldon a construit un petit réacteur nucléaire dans la remise de ses parents pour approvisionner gratuitement la ville en électricité. N'ayant pas de matériaux fissiles, il a commandé de l'uranium concentré sur Internet.

### Épisode 5:Le Postulat du hamburger
- États-Unis : 22 octobre 2007 sur CBS
- Belgique : 14 septembre 2008 sur La Une
- France : 1er novembre 2008 sur TPS Star
- Québec : 11 septembre 2012 sur VRAK.TV

- États-Unis : 8,81 millions de téléspectateurs[10] (première diffusion)

Les quatre scientifiques décident d'aller déjeuner dans le restaurant où travaille Penny, le Cheesecake Factory. Tandis qu'ils prennent leur commande, Leslie Winkle apparaît pour demander à Leonard de rejoindre l'orchestre de son labo, car le violoncelliste l'a quitté. Leonard accepte, et Penny lui fait remarquer que Leslie et lui forment un joli couple. Leonard est alors un peu tracassé par cette remarque : il essaie de comprendre ce que Penny a voulu dire derrière ça.
Quoi qu'il en soit, Leslie et les autres musiciens viennent répéter leurs morceaux chez Leonard. Une fois les autres membres partis, Leslie avoue à Leonard qu'elle a été troublée par son doigté au violoncelle. Elle manifeste alors explicitement sa disponibilité sexuelle. Après s'être assurée que Leonard ne pense plus à Penny, elle l'entraîne dans la chambre. Sheldon découvre alors une cravate posée sur la poignée de la porte de la chambre de Leonard, et ne s'y connaissant pas trop en sémiologie, il décide d'appeler Penny. Elle lui apprend qu'il s'agit d'un signe pour ne pas se faire déranger en train de faire l'amour. En voyant le violon posé sur le canapé, ils savent que c'est bel et bien Leslie qui est avec Leonard. Penny se dit contente pour lui, et laisse Sheldon qui finit par s'endormir sur le canapé.
Le lendemain, Sheldon découvre que quelqu'un a corrigé une équation fausse sur son tableau. Il apprend alors que c'est Leslie, ce qui provoque son agacement. En se rendant au travail, Leonard croise Penny qui le félicite, en disant qu'elle est heureuse pour lui. Leonard se pose donc à nouveau des questions sur ce qu'a vraiment voulu dire Penny. Leonard rend alors visite à Leslie dans son labo et celle-ci lui apprend qu'elle est satisfaite sexuellement, et donc que Leonard n'était en fait qu'un « intérimaire ». Leonard, un peu frustré quitte alors le laboratoire.
- La sémiologie, comme l'explique Sheldon, est l'étude des signes et des symboles.
- Dans le couloir qui donne sur la chambre de Leonard figure un tableau représentant La Guerre des mondes.

### Épisode 6:Les Allumés d'Halloween
- États-Unis : 29 octobre 2007 sur CBS
- Belgique : 14 septembre 2008 sur La Une
- France : 1er novembre 2008 sur TPS Star
- Québec : 12 septembre 2012 sur VRAK.TV

- États-Unis : 8,92 millions de téléspectateurs[11] (première diffusion)

Les quatre scientifiques, de retour d'une séance chaotique de paintball, rencontrent Penny dans l'escalier. Elle les invite à une fête organisée chez elle le samedi. D'abord un peu réticents quant au fait d'être confrontés à d'autres personnes du cercle social de Penny, ils finissent par accepter quand elle leur annonce qu'il y aura des déguisements. Particulièrement enthousiasmés par la perspective des déguisements, ils se précipitent chez eux pour préparer le leur.
Le soir de la fête, ils se rendent compte qu'ils veulent tous les quatre se déguiser en Flash. Puis, parvenus à un accord, Leonard, Sheldon, Wolowitz et Raj se déguisent respectivement en Frodon, l'effet Doppler, Robin des Bois et Thor. Ils se rendent donc chez Penny à 19h05, alors que les invités ne sont supposés arriver que bien plus tard. Une fois la fête enfin lancée, tandis qu'Howard tente vainement d'aborder une fille, Leonard et Sheldon essaient de se socialiser avec les amis de Penny.
C'est alors que Leonard remarque la présence de Kurt, l'ex de Penny, déguisé en Tarzan. Décidé à ne pas laisser Penny traîner avec ce type, il part à sa rencontre. Sheldon et lui se moquent ouvertement de Kurt, et plus particulièrement de son niveau intellectuel. Mais au moment où Kurt se prépare à tabasser Leonard, Penny intervient et demande d'arrêter tout cela immédiatement. Leonard et Sheldon décident alors de quitter la fête, pour retourner dans leur appartement.
- Les quatre garçons sont d'abord déguisés en Flash mais la traduction française leur fait dire qu'ils sont en Flash Gordon qui est un personnage totalement différent.
- Sheldon est déguisé en Effet Doppler, Leonard en Hobbit (Frodon), Raj en Thor et Howard en Robin des Bois. Penny est déguisée en Cat-Woman.

### Épisode 7:Le Paradoxe du ravioli chinois
- États-Unis : 5 novembre 2007 sur CBS
- Belgique : 21 septembre 2008 sur La Une
- France : 8 novembre 2008 sur TPS Star
- Québec : 18 septembre 2012 sur VRAK.TV

- États-Unis : 9,68 millions de téléspectateurs[12] (première diffusion)

Les quatre geeks sont réunis dans l'appartement de Leonard pour leur hebdomadaire soirée Halo. Au moment où ils s'apprêtent à démarrer la partie, Penny rentre dans l'appartement en demandant à Leonard de bien vouloir la laisser se cacher. Une amie à elle, Christy Vanderbelt, originaire d'Omaha, vient d'arriver chez elle. Or, cette fille est une véritable croqueuse d'hommes, ce qui intéresse particulièrement Wolowitz, qui se rue dans l'appartement d'en face pour faire connaissance avec Christy.
Le quatrième joueur pour la partie de Halo est donc manquant. Penny se propose donc d'entrer dans l'équipe, malgré les réticences de Sheldon. Elle se montre alors particulièrement douée pour ce jeu, ce qui a le don d'irriter Sheldon (elle lui explose successivement deux fois la tête, puis l'achève avec une grenade à plasma). Penny est quant à elle forcée de rester dormir dans l'appartement de Leonard, car sa chambre est toujours occupée par Wolowitz et Christy. Malgré son agacement, Sheldon finit par céder et accepter que sa voisine dorme chez eux.
Le lendemain, Wolowitz revient voir ses amis pour leur raconter sa nuit. Il compte offrir plein de choses à Christy en allant à Beverly Hills, afin de rester avec elle, même s'il sait très bien, grâce aux remarques de ses amis, qu'elle le manipule. Sheldon, Leonard et Raj vont ensuite dans un restaurant chinois, et l'absence de Wolowitz pose un problème : sans lui, ils ne savent pas quoi commander afin d'obtenir une quantité de nourriture optimale. Le mercredi suivant, Leonard, Sheldon et Raj proposent à Penny de participer à nouveau à la soirée Halo. Mais la voisine ne peut pas parce qu'elle a déjà une soirée danse programmée. Les trois amis décident alors de retourner chercher Howard afin de rétablir l'équilibre. Se rendant chez Wolowitz, ils entendent sa mère et Christy se disputer à propos de la relation qu'Howard a avec sa nouvelle copine, ce qui pousse Howard à quitter sa maison. Il accepte alors de retourner jouer à Halo avec ses amis.
- Sheldon fait référence à la série Doctor Who.
- Le serveur chinois dit qu'il est né à Sacramento, qui est une ville située en Californie.

### Épisode 8:L'Effet sauterelle
- États-Unis : 12 novembre 2007 sur CBS
- Belgique : 21 septembre 2008 sur La Une
- France : 8 novembre 2008 sur TPS Star
- Québec : 19 septembre 2012 sur VRAK.TV

- États-Unis : 9,32 millions de téléspectateurs[13] (première diffusion)

Les parents de Rajesh viennent de recevoir une connexion ADSL. Ils en profitent pour annoncer à leur fils via une webcam qu'ils lui ont trouvé une épouse, Lalita Gupta, une amie d'enfance. Tout semble arrangé pour son mariage. Raj est complètement déboussolé car il n'arrive toujours pas à prononcer le moindre mot en présence d'une fille. Ses amis, peu intéressés par le sujet, vont d'abord l'abandonner avant de se rendre compte qu'ils doivent vraiment l'aider. Penny débarque alors en demandant de l'aide à ses voisins. Elle vient d'être nommée responsable des cocktails de son restaurant et souhaite s'entraîner en élaborant des cocktails pour ses amis. Ils acceptent, notamment Raj qui jusqu'alors n'avait jamais bu d'alcool. Penny lui prépare un Grasshopper et il se met alors à parler à Penny pour la première fois. Raj semble donc pouvoir s'adresser à une femme uniquement après avoir consommé de l'alcool. Voyant là une solution au problème du rendez-vous avec Lalita Gupta, Raj décide de se rendre à cette rencontre, tout en restant sous la surveillance de Penny. Pour cela, il compte se rendre dans le restaurant où elle travaille.
C'est donc un Koothrappali à moitié ivre qui discute avec Lalita, et qui ne peut s'empêcher de faire des remarques désobligeantes et agaçantes. Tous ses amis l'observent, sauf Sheldon qui arrive en retard. Ce dernier reconnaît alors en Lalita la princesse Panchali dans Le singe et la princesse. Sheldon drague ainsi inconsciemment Lalita en l'adorant telle une princesse. Cela agace Raj qui se dispute avec Sheldon parce qu'il a peur qu'il lui vole sa copine. Cette dernière lui dit alors qu'elle n'est en aucun cas sa copine et qu'elle ne se mariera pas avec lui. Elle décide ensuite de partir avec Sheldon.
- Sheldon veut à tout prix mettre sa carte de la ligue de justice d'Amérique dans son portefeuille car il garde cette carte sur lui depuis ses 5 ans.
- Les parents de Raj vont regarder un épisode de Docteur Doogie.
- Leonard cite la Tequila Sunrise comme un parfait exemple de l'interaction de liquides de densités différentes.
- Sheldon cite la Parodontite.

### Épisode 9:La Polarisation Cooper-Hofstadter
- États-Unis : 17 mars 2008 sur CBS
- Belgique : 28 septembre 2008 sur La Une
- France : 15 novembre 2008 sur TPS Star
- Québec : 25 septembre 2012 sur VRAK.TV

- États-Unis : 9,11 millions de téléspectateurs[14] (première diffusion)

Leonard, Sheldon, Howard et Raj réussissent à mettre au point un système de commande d'appareils à très longue distance. Ainsi, des personnes du monde entier peuvent décider d'allumer ou d'éteindre les lampes de l'appartement. Cette découverte n'intéresse cependant pas Penny. En rangeant le dispositif, Leonard trouve une lettre jetée à la poubelle. Il s'agit d'une invitation de l'Institut de Physique Expérimentale, afin que Leonard et Sheldon présentent leur travaux sur les supersolides durant un colloque sur le condensat de Bose-Einstein. Leonard découvre que c'est Sheldon qui l'a jetée à la poubelle, car il ne souhaite pas participer à ce colloque. Leonard en revanche, compte s'y rendre. Une dispute éclate alors entre les deux colocataires au sujet des travaux qui reviennent aux deux scientifiques, et non seulement à Sheldon. Leonard finit par décider d'aller présenter leurs travaux tout seul.
Leonard demande de l'aide à Penny pour lui trouver une tenue correcte pour se présenter au colloque. Penny finit par lui trouver un costume de velours côtelé plutôt ringard, mais étant le moins ringard de tous ses vêtements. Elle tente de remettre d'accord les deux scientifiques. C'est ainsi qu'on la voit plus tard en train de discuter avec Sheldon dans l'escalier, en essayant de le persuader qu'il faut qu'il participe à ce colloque. Mais elle ne fait qu'empirer les choses.
- Sheldon évoque le Rasoir d'Occam, autrement appelé principe de parcimonie.
- Sheldon, Leonard et même Penny tentent de faire exploser la tête des gens par la pensée, en référence au film de science-fiction Scanners.
- Leonard possède dans sa garde-robe une réplique de la ville de Kandor, capitale de la planète Krypton ainsi qu'une tenue de vol de la série Battlestar Galactica.
- La conférence de Leonard et Sheldon porte sur les propriétés des supersolides.
- Au début de l'épisode la musique que mettent Sheldon Leonard Howard et Raj est Ainsi parlait Zarathoustra notamment connue comme thème d'ouverture de 2001, l'Odyssée de l'espace.

### Épisode 10:La Descente aux enfers du sujet Loobenfeld
- États-Unis : 24 mars 2008 sur CBS
- Belgique : 5 octobre 2008 sur La Une
- France : 15 novembre 2008 sur TPS Star
- Québec : 26 septembre 2012 sur VRAK.TV

- États-Unis : 8,63 millions de téléspectateurs[15] (première diffusion)

- DJ Qualls (Toby Loobenfeld)

En montant les escaliers de leur immeuble, Leonard et Sheldon entendent Penny chanter. Elle se rend à une audition pour un spectacle. Malheureusement, elle chante très mal. C'est pourquoi quand elle leur demande de venir l'écouter le vendredi suivant, Leonard invente un mensonge. Il dit qu'ils doivent participer à une conférence. Sheldon sait que la conférence a lieu en réalité le jeudi, mais Leonard le fait taire.
Sheldon est perturbé quant au mensonge de Leonard. Il le trouve trop vulnérable et craint que Penny se rende compte de la supercherie. C'est pourquoi il va en inventer un autre beaucoup plus élaboré : il va dire à Penny que le vendredi, ils doivent se rendre à Long Beach pour persuader son cousin drogué Leopold de faire une cure de désintoxication. Bien évidemment, ce cousin n'existe pas, mais Sheldon fait tout pour le rendre crédible : il crée un profil sur Facebook ainsi qu'un blog décrivant sa chute dans la drogue et l'alcool. Obsédé par la perfection de son mensonge, il finit même par engager un homme pour jouer le rôle de Leo, et venir habiter dans leur appartement. Cet homme s'appelle en réalité Toby Loobenfeld, et il est assistant au laboratoire de physique des particules. En le présentant à Penny, Sheldon réussit à la convaincre totalement de son mensonge, ce qui rend Sheldon particulièrement satisfait, même si Toby a tendance à prendre son rôle un peu trop à cœur. Une petite dispute éclate donc entre Sheldon et Toby, ce qui pousse Leonard à faire sortir Penny de l'appartement afin que la supercherie ne soit pas découverte. Penny propose alors à Leonard de regarder la vidéo de sa représentation de la veille, et Leonard ne peut pas le refuser.

### Épisode 11:Alerte aux microbes
- États-Unis : 31 mars 2008 sur CBS
- Belgique : 5 octobre 2008 sur La Une
- France : 22 novembre 2008 sur TPS Star
- Québec : 2 octobre 2012 sur VRAK.TV

- États-Unis : 8,68 millions de téléspectateurs[16] (première diffusion)

Tandis que Sheldon et Leonard se livrent à une partie d'échecs en 3D, Penny revient d'un voyage dans le Nebraska. Elle raconte alors que sa famille va très mal parce que tous ont attrapé la grippe. Sheldon, qui a la phobie de tous types de germes, s'enfuit en courant, et chasse Penny de l'appartement en désinfectant l'air du salon à l'aide d'un vaporisateur.
Le lendemain, Sheldon commence à tousser et ne tarde pas à être totalement malade. Leonard s'enfuit en courant de l'appartement et prévient Howard et Raj pour trouver une cachette pour les prochaines 24 heures afin d'échapper à Sheldon. Ce dernier n'hésite pas à exagérer sa maladie et à demander trop de soins pour rien. Les trois scientifiques ont déjà subi les précédentes maladies de Sheldon, mais Penny, en revanche, en est à sa première. C'est pourquoi, quand Sheldon lui demande de s'occuper de lui, elle accepte.
- Sheldon désire incuber des germes de sa propre gorge sur boîte de Petri, en utilisant de la gelée au citron comme milieu nutritionnel.

- Erreur : Sheldon dit que la seule fois qu'il a dû se soigner seul il avait 15 ans et sa mère avait dû retourner au Texas avec son père, or dans un autre épisode on apprend que son père est décédé lorsque Sheldon avait 14 ans.

### Épisode 12:La Dualité de Jérusalem
- États-Unis : 14 avril 2008 sur CBS
- Belgique : 12 octobre 2008 sur La Une
- France : 22 novembre 2008 sur TPS Star
- Québec : 3 octobre 2012 sur VRAK.TV

- États-Unis : 7,69 millions de téléspectateurs[17] (première diffusion)

Tandis que Sheldon et Leonard discutent assis à une table dans la cafétéria de l'université, le docteur Gablehauser leur présente un jeune garçon nord-coréen, Dennis Kim. Ce garçon est en réalité un génie, que toutes les universités du pays s'arrachent. Gablehauser demande à Sheldon et à Leonard de faire visiter les locaux à Dennis afin de le convaincre de rester en Californie. Dennis, dès ses premiers échanges avec les deux scientifiques, prouve sa grande capacité intellectuelle. Cela irrite particulièrement Sheldon, qui se croyait la seule personne au monde capable d'un raisonnement aussi poussé à l'âge de seulement 15 ans. Une fois dans le bureau de Sheldon, Dennis corrige les équations fausses qui sont sur le tableau de Sheldon. Ce dernier demande alors à Leonard de bien vouloir renvoyer le petit Kim.
Totalement effondré par le fait qu'un garçon plus jeune corrige ses travaux, Sheldon décide d'abandonner ses recherches sur la théorie des cordes. Il souhaite alors se consacrer à d'autres travaux. Il essaie successivement de travailler avec Leonard, Howard et Rajesh, mais à chaque fois, il a tendance à perturber les autres. Il se fait donc à chaque fois expulser par les autres qui lui crient « Hors de ma vue ». Il décide ensuite de monter son propre projet : en renonçant au prix Nobel de physique, il souhaite gagner le prix Nobel de la paix en construisant une réplique exacte de Jérusalem au milieu du désert du Mexique.
Pendant ce temps, se rendant compte que Sheldon est en train de devenir fou, Leonard, Howard et Raj pensent que le seul moyen de faire revenir le « vrai » Sheldon est de « supprimer » Dennis Kim ; pour cela, ils essaient de lui trouver une petite copine afin de lui faire perdre sa vocation scientifique. Kim, sans l'aide des trois nerds, se trouve une petite copine et abandonne ses études, ce qui permet à Sheldon de reprendre sa place. À la fin de l'épisode, les quatre geeks rencontrent Dennis, assis dans un parc parmi des jeunes à boire de l'alcool et à embrasser une fille.

### Épisode 13:La Conjecture du Batbocal
- États-Unis : 21 avril 2008 sur CBS
- Belgique : 12 octobre 2008 sur La Une
- France : 29 novembre 2008 sur TPS Star
- Québec : 9 octobre 2012 sur VRAK.TV

- États-Unis : 7,51 millions de téléspectateurs[18] (première diffusion)

Leonard, Sheldon, Raj et Howard se sont inscrits à un jeu de questions par équipe sur la physique : le Physic's Bowl. Avec l'aide de Penny qui leur pose des questions, ils préparent les moindres détails de l'équipe (nom, uniforme…). Il y a cependant un problème : Sheldon, dans sa volonté perpétuelle de prouver sa supériorité intellectuelle, ne laisse pas de chances à ses coéquipiers de répondre aux questions ; il se fait donc exclure de l'équipe, et décide de concourir tout de même en formant sa propre équipe.
Chaque équipe doit obligatoirement être constituée de quatre membres, c'est pourquoi Leonard, Raj et Wolowitz font appel à Leslie Winkle, ravie de pouvoir battre Sheldon à un jeu intellectuel. Sheldon, quant à lui, engage son concierge, la cantinière et son neveu dans son équipe. Il compte répondre lui-même à toutes les questions, sans l'aide de personne.
Le jour du concours, les deux équipes se livrent une grande bataille. Lors de la dernière question, les équipes sont presque à égalité et celle qui répondra correctement remportera la victoire. La question consiste en fait à résoudre une équation. Personne parmi les candidats n'arrive à y répondre, pas même Sheldon, sauf le concierge qui est dans son équipe, qui en vérité est un physicien russe immigré qui a étudié à l'école polytechnique de Leningrad. Sheldon, ne voulant pas que la victoire revienne à son équipe mais à lui tout seul décide de ne pas valider la réponse de son coéquipier et perd le concours.
- Howard reçoit des informations sur le prochain film Star Trek sur son téléphone.
- L'équipe fait référence à Zod, un ennemi de Superman.
- En cherchant un nom d'équipe pour la compétition, Howard propose les Seigneurs du Mouvement Perpétuel, faisant référence au principe du même nom. Leurs tee-shirts indiquent les initiales PMS (perpetual motion squad).
- Sheldon, quant à lui, adopte pour nom d'équipe les fourmis guerrières (Army Ant) et sur son tee-shirt est indiqué les initiales AA.
- Alors que Leonard, Raj et Howard cherchent un 4e membre pour leur équipe, Raj propose qu'ils prennent la fille qui jouait « Petite Fleur (Blossom) », car elle a obtenu un Doctorat en Neurociences. Ladite actrice n'est autre que Mayim Bialik, l'interprète du personnage d'Amy Farrah Fowler.
- Au moment de l'épisode, Leslie Winkle travaille sur la supersymétrie leptonique.
- Parmi les questions d'entraînement : 
  - Quelle est la plus petite pulsation lumineuse ? 130 attosecondes.
  - Quel principe mécanique de base sert à encoder des données sur un disque dur ? La magnétorésistance géante.
  - Quel satellite artificiel a détecté l'effet Lense-Thirring prédit par Einstein ? Le satellite Gravity Probe B.
- Parmi les questions de la Coupe :
  - Quel est le partenaire à l'état singlet d'isospin du méson pi-zéro ? Le méson êta.
  - Quel est l'élément le plus léger sur Terre sans isotope stable ? Le technétium.
  - Quelle force s'exerce entre deux plaques non-chargées à cause des fluctuations quantiques du vide ? L'effet Casimir.
  - Comment un calculateur quantique factorise-t-il de grands nombres ? Avec l'algorithme de Shor.
- Bien qu'ils soient incollables en physique, Sheldon et Leonard sont incapables de répondre à la moindre question de culture générale tirée du Trivial Pursuit.

Remarque: Quand les garçons s'entraînent pour le tournoi de physique , Leonard est assis à la place de Sheldon sans que celui-ci le remarque.

### Épisode 14:La Machine incroyable
- États-Unis : 28 avril 2008 sur CBS
- Belgique : 19 octobre 2008 sur La Une
- France : 29 novembre 2008 sur TPS Star
- Québec : 10 octobre 2012 sur VRAK.TV

- États-Unis : 8,07 millions de téléspectateurs[19](première diffusion)

Leonard a enchéri sur Internet pour la miniature de la machine à remonter le temps du célèbre film La machine à explorer le temps. Étrangement, personne ne renchérit et Leonard remporte la machine pour 800 dollars. Cela étant un peu cher, il décide de partager le prix en quatre, et ainsi ses amis auront tour à tour la possession de la miniature. Il s'avère en fait que l'objet n'est pas du tout une miniature mais la véritable machine du film, à l'échelle. La première difficulté est de monter l'objet encombrant dans l'appartement, sachant que l'ascenseur est toujours en panne. Parvenus sur le palier, ils rencontrent Penny qui souhaite passer, mais est obligée de faire le tour par le toit.
Une fois la machine dans l'appartement, les quatre amis s'amusent à simuler un voyage dans le temps. Penny entre dans l'appartement très en colère car son détour lui a non seulement fait mal au genou en s'écorchant et au ventre (car elle a dû manger avec une famille d'Arméniens) mais lui a fait également perdre une journée de salaire à cause de son retard. Agacée par le comportement puéril de ses voisins, elle quitte l'appartement en les traitant de pathétiques. Leonard s'aperçoit alors qu'il ne pourra jamais plaire à des filles comme Penny en restant adepte aux jeux vidéo, aux comics et aux jouets. Il compte donc se débarrasser de tous ses objets de collection, et ses amis veulent les racheter à tout prix. Tandis qu'ils sont prêts à se disputer sur le palier, Penny apparaît et fait comprendre à Leonard que ce qu'il aime fait de lui ce qu'il est. Leonard veut pourtant impressionner Penny et se dit prêt à se débarrasser de tout jusqu'à ce que le petit ami de Penny apparaisse et refasse prendre conscience à Leonard de qui il est vraiment. Après cela, Leonard conserve ses objets.
- Pour définir quelle genre de personne vendrait une machine à voyager dans le temps taille réelle, Sheldon se rapporte au diagramme de Venn.
- Leonard règle le compteur de la machine sur le 10 mars 1876, le jour où Graham Bell inventa le téléphone.
- Sheldon conseille plutôt à Leonard de régler le compteur au 10 janvier 2328 pour aller chercher un bouclier occulteur dans le futur, faisant référence à Star Trek.
- Leonard règle ensuite le compteur sur l'avant-veille, soit le jour où il a fait l'acquisition de la machine, pour s'empêcher de l'acheter. Ceci constitue d'ailleurs un paradoxe temporel.
- Sheldon rêve d'avoir utilisé la machine à voyager dans le temps pour se rendre au 28 avril de l'an 802 701, faisant référence à la date qu'avait choisie l'explorateur temporel dans le film La Machine à explorer le temps.
- Dans ses conseils à Leonard, en plus de citer La Machine à explorer le temps, Sheldon évoque également Retour vers le futur.

### Épisode 15:La Sœur jumelle
- États-Unis : 5 mai 2008 sur CBS
- Belgique : 19 octobre 2008 sur La Une
- France : 6 décembre 2008 sur TPS Star
- Québec : 16 octobre 2012 sur VRAK.TV

- États-Unis : 7,38 millions de téléspectateurs[20] (première diffusion)

Courtney Henggeler (Missy)
Tandis que Leonard et Raj se promènent dans les couloirs de l'université, ils rencontrent Wolowitz et d'autres scientifiques arrêtés devant le bureau de Sheldon. À l'intérieur se trouve une jeune femme très séduisante qui regarde des papiers avec Sheldon. Très intrigués par la présence de cette femme dans le bureau de Sheldon, ils demandent des explications. Sheldon explique que la jeune fille est sa sœur jumelle, Missy. Les trois amis de Sheldon tombent tout de suite sous son charme. Rajesh, qui ne peut toujours pas parler aux femmes, décide de se porter volontaire pour les tests de nouveaux neuroleptiques qui aident à vaincre ses craintes.
- Leonard parle avec Raj du Supercollisionneur, en abordant le risque qu'il puisse créer un trou noir.

### Épisode 16:Réaction!
- États-Unis : 12 mai 2008 sur CBS
- Belgique : 26 octobre 2008 sur La Une
- France : 6 décembre 2008 sur TPS Star
- Québec : 17 octobre 2012 sur VRAK.TV

- États-Unis : 7,79 millions de téléspectateurs[21] (première diffusion)

Tandis que Leonard et ses amis mangent au Cheesecake Factory, Penny apprend en prenant leur commande que Leonard n'a jamais eu de fête d'anniversaire. Ce dernier ayant lieu le samedi suivant, Penny décide le lendemain de préparer avec Sheldon et les autres une fête surprise pour Leonard. Comme d'habitude Sheldon est réticent à l'idée de cette fête, mais finit par se laisser convaincre et décide d'aller acheter un cadeau avec Penny tandis que Howard éloigne Leonard de l'appartement et que Raj prépare la décoration.
Seulement, une fois dans un magasin, Sheldon a du mal à se décider. Il finit par prendre un routeur Wi-Fi mais au moment de quitter le magasin, il ne peut résister à venir en aide à une femme en lui donnant des conseils. De même, il finit par répondre aux besoins de tous les clients du magasin. Pendant ce temps, Howard a réussi à éloigner Leonard de l'appartement en faisant croire qu'il avait avalé des cacahuètes. Howard y étant allergique, il a demandé à Leonard de l'emmener aux urgences. Voyant que Leonard ne marche pas tellement, Howard appelle Penny en lui demandant de se dépêcher car il ne va pas pouvoir retenir Leonard plus longtemps. Penny conclut alors un marché avec Howard : s'il parvient à retenir Leonard plus longtemps, elle lui montre les filles faciles invitées à la fête. Howard accepte et voit comme unique alternative de manger réellement une barre de céréales aux cacahuètes. Il gonfle alors réellement et est forcé de rester aux urgences.
- L'équipe a imaginé le Tetris Bras de fer, faisant référence au principe du jeu Tetris, qui consiste à jouer d'une main et à engager la main libre dans un bras de fer.
- Sheldon explique à Penny que les expériences de Bertram Forer prouvent que l'astrologie n'est qu'un tissu d'absurdités.
- Howard achète comme cadeau pour Leonard le Cours de physique de Feynman dédicacé.

### Épisode 17:La Rupture
- États-Unis : 19 mai 2008 sur CBS
- Belgique : 26 octobre 2008 sur La Une
- France : 6 décembre 2008 sur TPS Star
- Québec : 23 octobre 2012 sur VRAK.TV

- États-Unis : 7,34 millions de téléspectateurs[22] (première diffusion)

Tandis que Wolowitz apprend à Sheldon à parler le mandarin, Penny entre dans l'appartement pour jeter à la fenêtre l'iPod de son petit ami Mike avec qui elle vient de rompre. Ce dernier avait en effet créé un blog où il publiait régulièrement des articles sur la vie sexuelle du couple. Leonard voulant l'aider, décide de voir sa voisine pour lui parler. Il finit involontairement par la convaincre d'aller s'excuser auprès de son ex-petit ami.
- Sheldon fait référence à l'unité de mesure d'année-lumière en précisant que ce n'est pas une unité de temps, mais de distance utilisée en astronomie.
- Sheldon puis Leonard font référence à une expérience appelée le chat de Schrödinger.